# كريستيلينا
كريستيلينا (بالإنجليزية: Cristallina)‏ هو أحد جبال سلسلة جبال الألب ليبونتيني وجزء من القمة الأم باسودينو يقع في كانتون تيسينو, سويسرا. يبلغ ارتفاع الجبل حوالي 2912 متر، بينما يبلغ ارتفاع نتوء الجبل 344 متر.